# Cooperatrices Parroquiales de Cristo Rey
La Congregación de Cooperatrices Parroquiales de Cristo Rey (oficialmente en francés: Coopératrices Paroissiales du Christ Roi) es una congregación religiosa católica femenina de vida apostólica y de derecho pontificio, fundada por el sacerdote jesuita español Francisco de Paula Vallet, en 1943, en Valence (Francia). A las religiosas de este instituto se les conoce como cooperatrices y posponen a sus nombres las siglas C.P.C.R.

## Historia

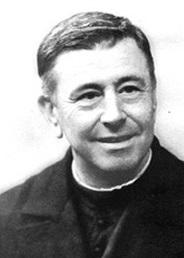
Francisco de Paula Vallet (1883-1947), jesuita español, fundador de la cooperatrices parroquiales.

La congregación tiene su origen en la obra del jesuita catalán Francisco de Paula Vallet, fundador de la Congregación de Cooperadores Parroquiales de Cristo Rey en 1928, quien, a causa de los problemas políticos en España debió huir del país y fundar la primera casa del instituto en Uruguay. El 31 de octubre de 1943, luego de haber establecido su residencia en Valence (Francia), Francisco de Paula dio comienzo a la rama femenina de la congregación, con el nombre de Cooperatrices Parroquiales de Cristo Rey, destinada a colaborar con los cooperadores en la misma empresa de salvación del hombre, compartiendo con ellos los mismos ideales y la misma espiritualidad.
La congregación fue aprobada por el obispo de Valence, Jean-Barthélemy-Marie de Cambourg, el 14 de abril de 1968 como congregación religiosa de derecho diocesano. El papa Juan Pablo II la elevó al rango de congregación de derecho pontificio en 1985.

## Organización
La Congregación Cooperatrices Parroquiales de Cristo Rey es un instituto religioso de derecho pontificio centralizado, cuyo gobierno es ejercido por una superiora general. La sede central del instituto se encuentra en Valence (Francia).
Las cooperatrices se dedican al servicio de las casas de ejercicios espirituales y a la propagación de los ejercicios espirituales, para hacer volver, según la doctrina cristiana, a los hombres a su vocación original. Colaboran en los trabajos de conversión y santificación de los hombres adultos, para devolver a Dios la familia y la sociedad.
En 2015, el instituto contaba con 67 religiosas, distribuidas en 13 comunidades, presentes en España, Francia, Suiza, Argentina y Uruguay.